# 张公洞

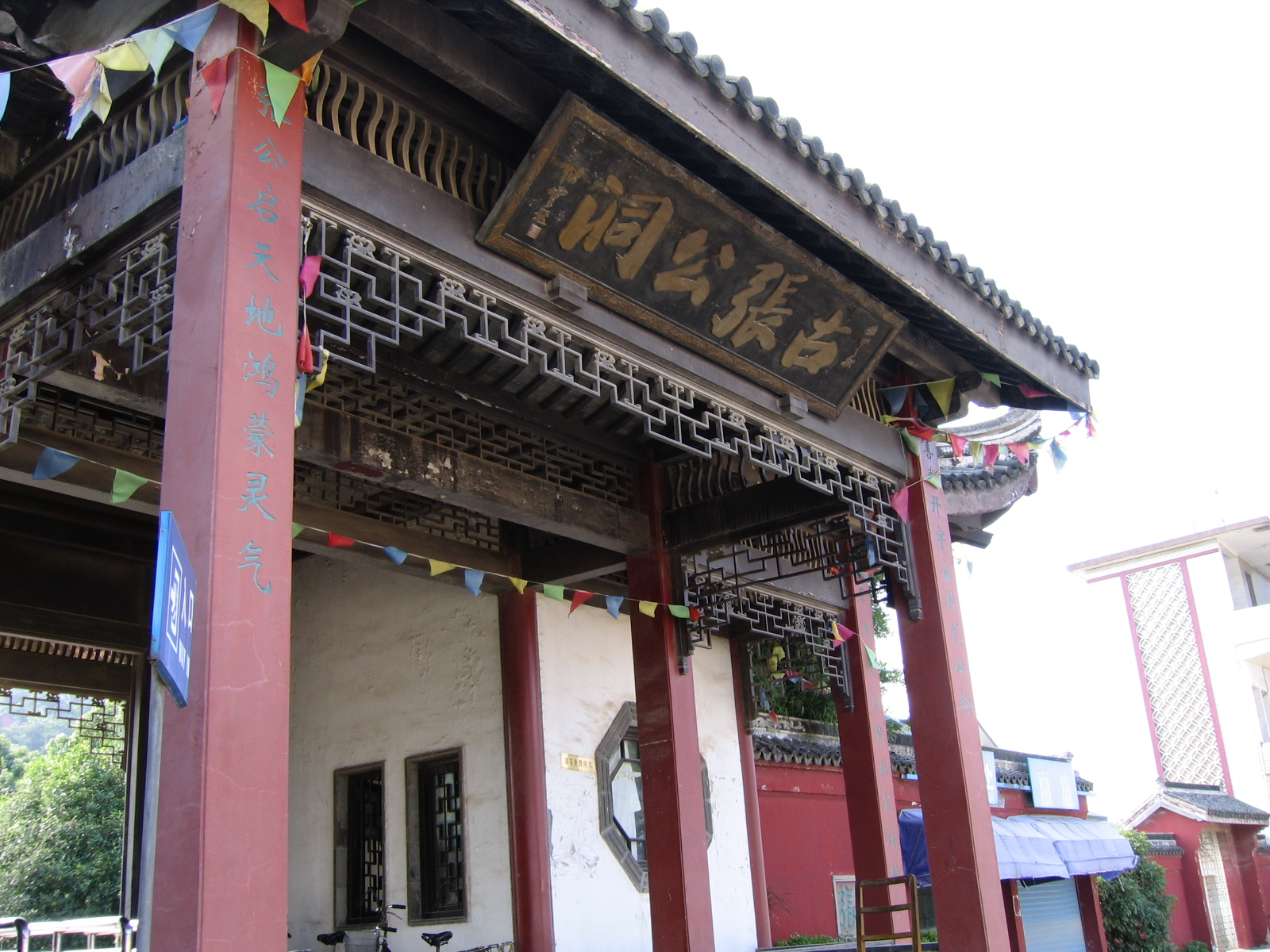
匾

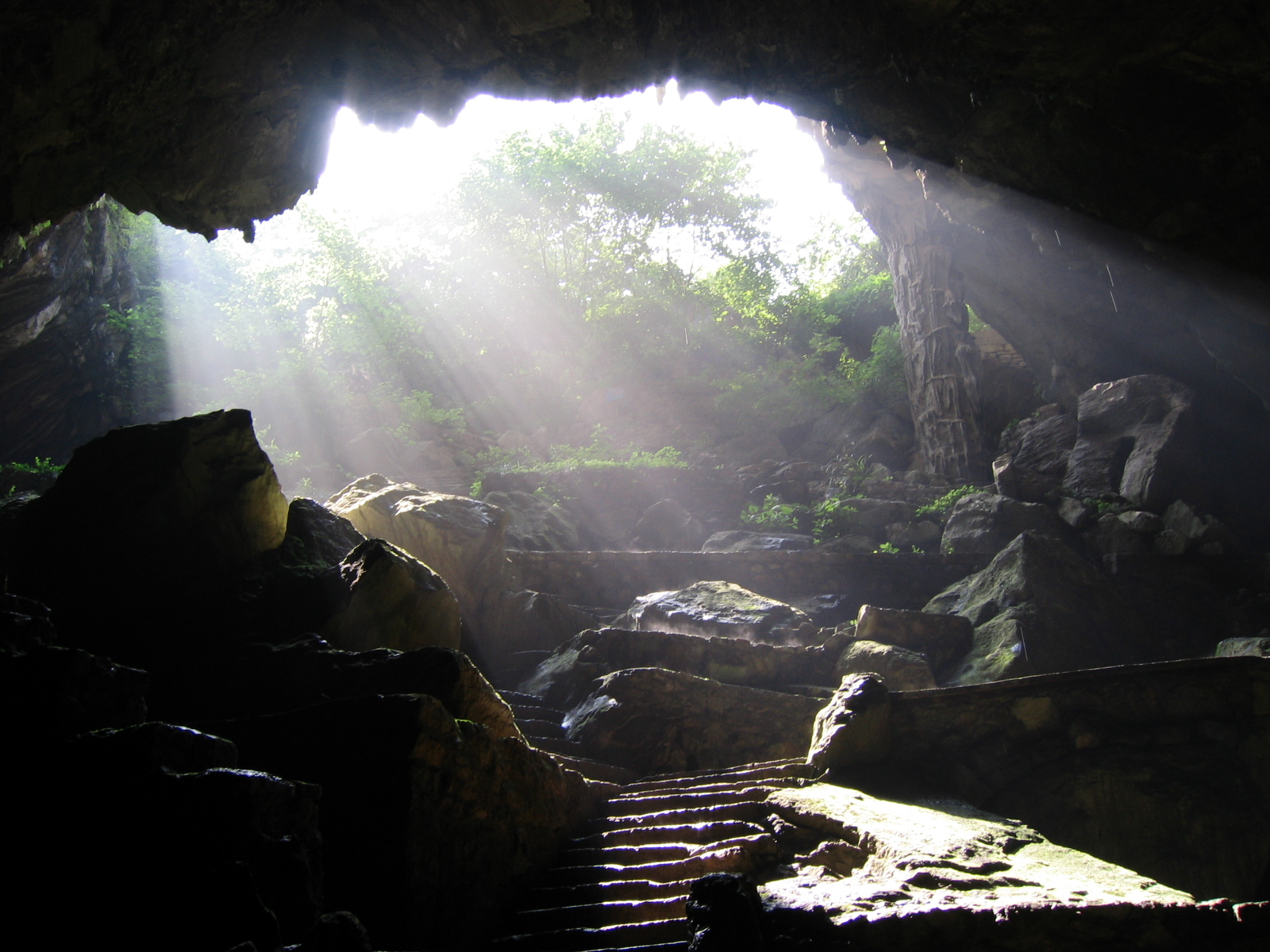
天洞

张公洞位于江苏宜兴西南约22公里的盂峰山，传说为古庚桑子所居，故又名庚桑洞，为著名旅游景区。
据传汉张道陵以及位列八仙之一的唐張果老曾相继在此隐居修行而得名。张公洞为石灰岩溶洞，多钟乳石和石笋，其特点为洞中有洞，全长约1000米，面积约3200平方米，分上下两洞，一般由下洞入，天洞出。有海王厅、洞中洞等胜景，其中海王厅还是央视版笑傲江湖的外景地。

## 延伸阅读
[在维基数据编辑]
 《欽定古今圖書集成·方輿彙編·山川典·張公洞部》，出自陈梦雷《古今圖書集成》